# Бабинская республика

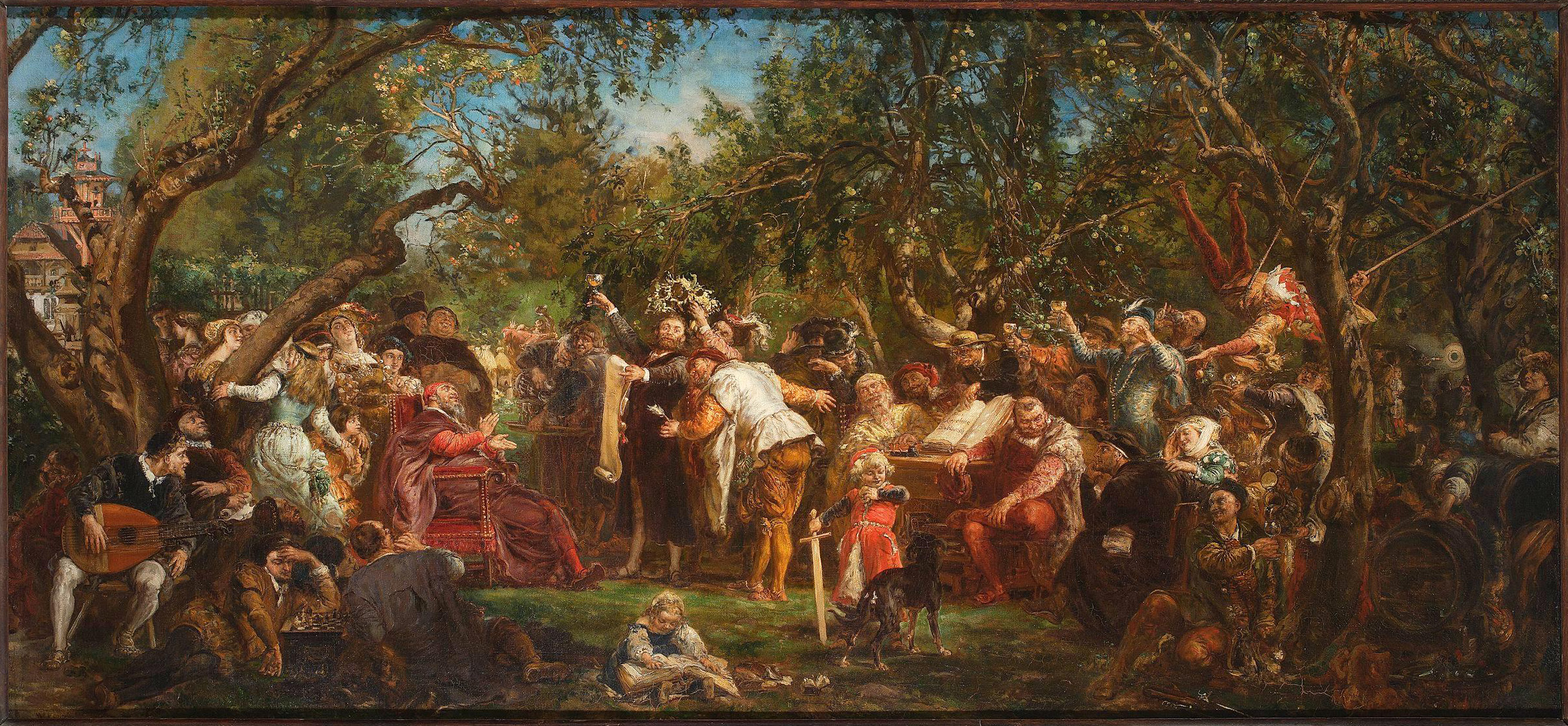
Бабинская республика. Картина Яна Матейко (1881)

Ба́бинская респу́блика (пол. Rzeczpospolita Babińska) — польское литературно-критическое общество, основанное в 1568 году помещиками Станиславом Пшонкой и Петром Кашовским в Ба́бине, селе около Люблина.
Общество было организовано как пародия на польское государство того времени. Девизом был взят стих 115 псалма на латинском языке: Omnis Homo Mendax (Всякий человек ложь). Участники общества получали должности по их недостаткам, к примеру, косноязычный прославлялся как оратор, склонный к сутяжничеству назначался судьёй, транжира становился казначеем, трус был военачальником, вольнодумец занимал церковные должности. Несмотря на открытые изобличения своих недостатков и пороков при назначении на определённую должность, многие известные польские писатели и государственные деятели стремились стать членами Бабинской республики. Так, в обществе состояли: Ян Замойский, Миколай Рей, Ян Кохановский, Бартош Папроцкий, Ян Кмита, Семп Шаржинский, Станислав Сарницкий и другие.
Общество просуществовало более ста лет до 1677 года. Сохранились протоколы заседаний за 1601—1677 годы.